# Henryk Wojtas
Henryk Józef Wojtas (ur. 14 stycznia 1946 w Sipiorach, zm. 3 stycznia 2015 w Szubinie) – artysta plastyk, nauczyciel i pedagog.

## Życiorys
Ukończył Liceum pedagogiczne w Nakle nad Notecią oraz Wydział Sztuk Pięknych Uniwersytetu Mikołaja Kopernika. Pracował, jako nauczyciel plastyki w Szkole Podstawowej nr 2 w Szubinie oraz w Zespole Szkół Zawodowych w Łabiszynie gdzie uczył snycerstwa oraz historii meblarstwa.  Ponadto rozwijał umiejętności plastyczne dzieci i młodzieży prowadząc zajęcia w Szubińskim Domu Kultury, oraz zakładach poprawczych w Szubinie i Kcyni.
W swojej twórczości uprawiał malarstwo, rysunek, grafikę i rzeźbę. Zajmował się także aranżacją i renowacją wnętrz oraz fotografiką. Specjalizował się w małych formach graficznych i znany był z tworzenia ekslibrysów. Od 1977 jego prace prezentowane były na 39 wystawach indywidualnych i 142 wystawach zbiorowych, w tym zagranicznych. Dzieła Wojtasa znajdują się w muzeach i galeriach oraz zbiorach prywatnych i kościołach. Projektował pomniki, tablice pamiątkowe i medale. Wykonywał ilustracje do książek i czasopism oraz kartki pocztowe.
Był członkiem Związku Polskich Artystów Plastyków. W 1977 wraz z Andrzejem Janczewskim i Grzegorzem Pleszyńskim założył grupę artystyczną Plama's. Należał do ZHP.
Od 1972 był żonaty z Anną, z którą miał trójkę dzieci. Pochowany został na cmentarzu w Szubinie.